# Comuna Verhnoșevîrivka, Krasnodon
Verhnoșevîrivka (în ucraineană Верхньошевирівка) este o comună în raionul Krasnodon, regiunea Luhansk, Ucraina, formată din satele Batîr, Nîjnoderevecika, Verhnoderevecika și Verhnoșevîrivka (reședința).

## Demografie
Componența lingvistică a comunei Verhnoșevîrivka
     Rusă (93,25%)
     Ucraineană (6,19%)
     Alte limbi (0,17%)
Conform recensământului din 2001, majoritatea populației comunei Verhnoșevîrivka era vorbitoare de rusă (93,25%), existând în minoritate și vorbitori de ucraineană (6,19%).